# 磯﨑仁彦
磯﨑 仁彦（いそざき よしひこ、1957年〈昭和32年〉9月8日 - ）は、日本の政治家。自由民主党所属の参議院議員（3期）、自由民主党参議院国会対策委員長代行。
内閣官房副長官、参議院環境委員長、内閣府副大臣兼経済産業副大臣、経済産業大臣政務官兼内閣府大臣政務官、自由民主党副幹事長などを歴任。有用微生物利活用推進議員連盟、自民党たばこ議員連盟などに所属。

## 来歴

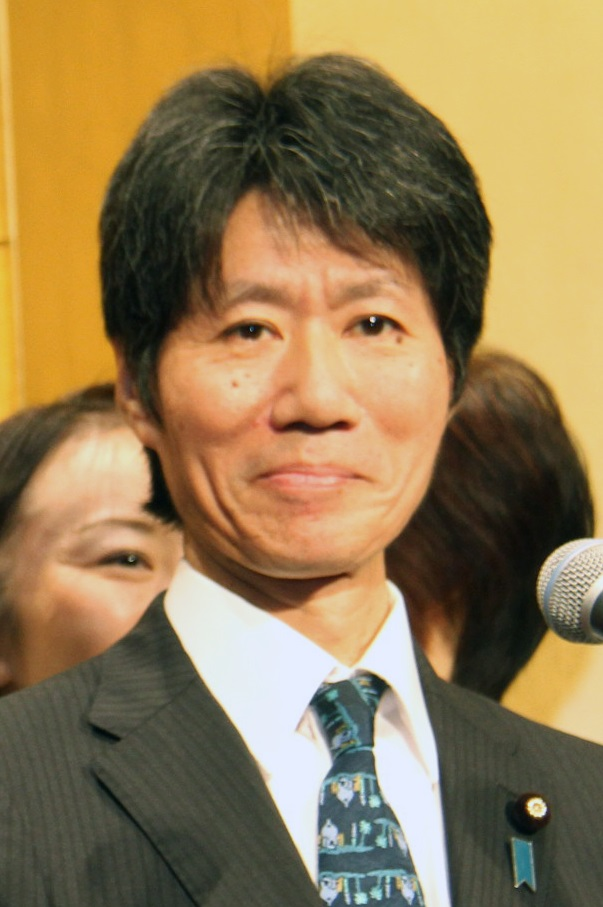
2015年9月

香川県丸亀市出身。丸亀市立西幼稚園、坂出市立川津幼稚園、坂出市立川津小学校、丸亀市立城西小学校、丸亀市立西中学校、香川県立丸亀高等学校を経て、1983年（昭和58年）3月、東京大学法学部卒業。同年4月、全日本空輸に入社。大阪や本社で27年間勤務、2010年3月、CSR推進リスクマネジメント部長を最後に退社。同年、自民党香川県連の公募に一般人で唯一応募し、第22回参議院議員通常選挙の自民党公認候補予定者として選ばれる。同年4月、自由民主党香川県参議院選挙区第1支部支部長に就任。
2010年7月、第22回参議院議員通常選挙の香川県選挙区に自由民主党から出馬し、元高松市副市長で無所属の岡内須美子を約4万5千票差で破り、初当選。
2013年9月、経済産業大臣政務官兼内閣府大臣政務官に就任（2014年9月、退任）。
2014年9月、自由民主党副幹事長に就任（2015年12月、退任）。
2016年1月、参議院環境委員長に就任（2016年9月、退任）。
2016年7月、第24回参議院議員通常選挙で香川県選挙区から出馬し、日本共産党の田辺健一らをダブルスコア以上の大差をつけて破り、再選。
2016年8月、自民党環境部会長に就任。

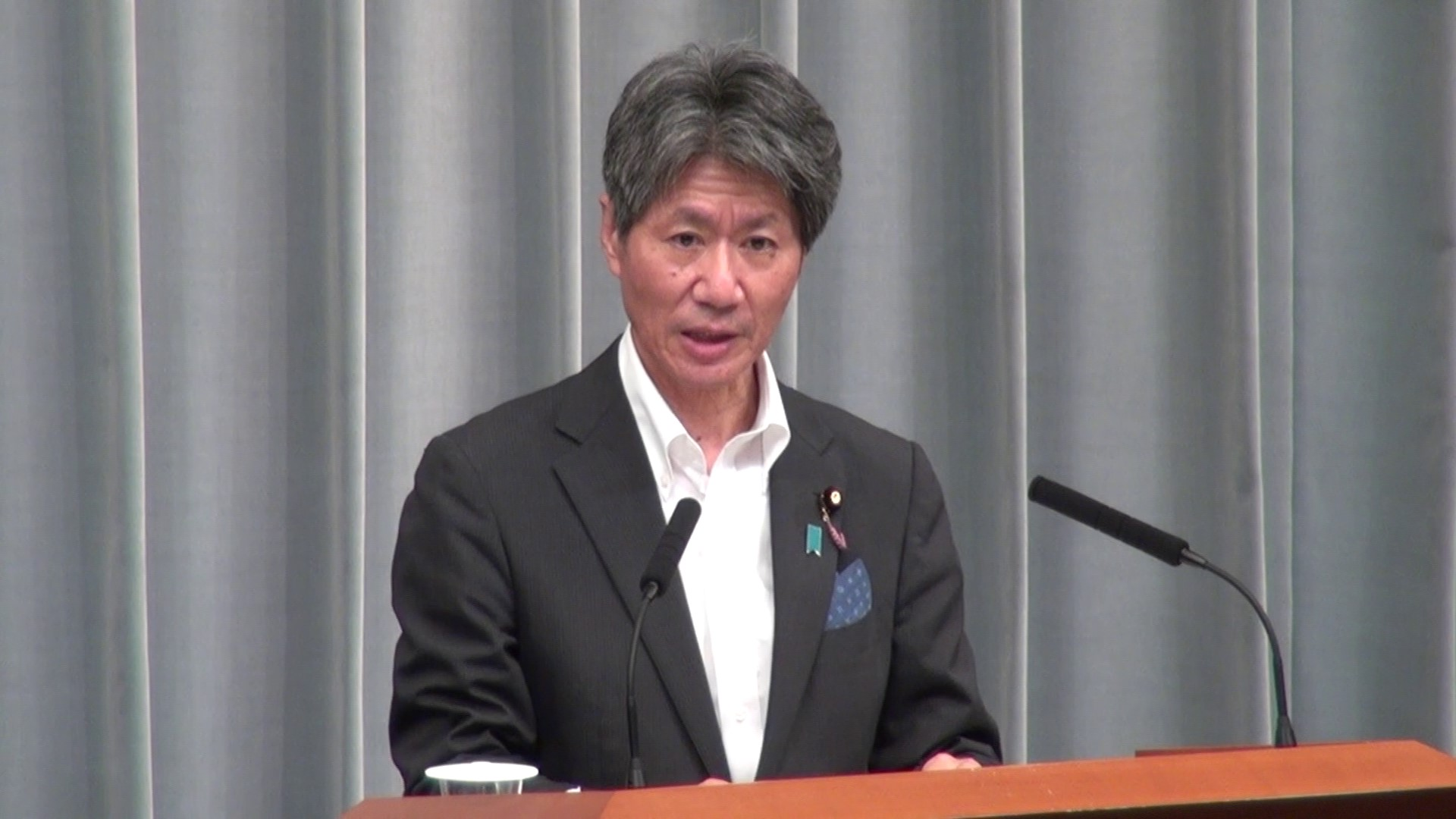
2022年7月、官房副長官として記者会見

2021年10月、内閣官房副長官に就任。2022年1月28日、内閣官房により新型コロナウイルス（COVID-19）に感染したことが発表された。同月27日に発熱があったため、同月28日に公務を取り止めた。
2022年7月の第26回参議院議員通常選挙で、国民民主党の三谷祥子、立憲民主党の茂木邦夫、日本維新の会の町川順子ら7候補を破り、3選を果たした。
2024年9月12日、自民党総裁選挙が告示され、旧岸田派からは林芳正と上川陽子の2人が立候補した。投票日前日の9月26日22時半頃、産経新聞は、麻生太郎が1回目の投票から高市早苗を支援するよう自派閥の議員に指示を出したとスクープした。9月27日朝、岸田文雄首相は高市が決選投票に残る可能性が高いと踏み、「決選は高市氏以外。党員票が多い方に投じてほしい」と旧岸田派のメンバーに一気に指示を下ろした。高市は1回目の議員投票で、報道各社の事前調査での30～40票を大きく上回る72票を獲得した。党員数と合わせた得票数は1位だったが、決選投票で石破茂に敗れた。磯﨑は1回目の投票では林に投じ、決選投票では石破に投じた。

## 政策・主張

### 憲法
- 憲法改正について、2016年のアンケートで「賛成」と回答[10]。
- 9条改憲について、2016年の毎日新聞社のアンケートで、選択肢以外の回答をした[11]。

### 外交・安全保障

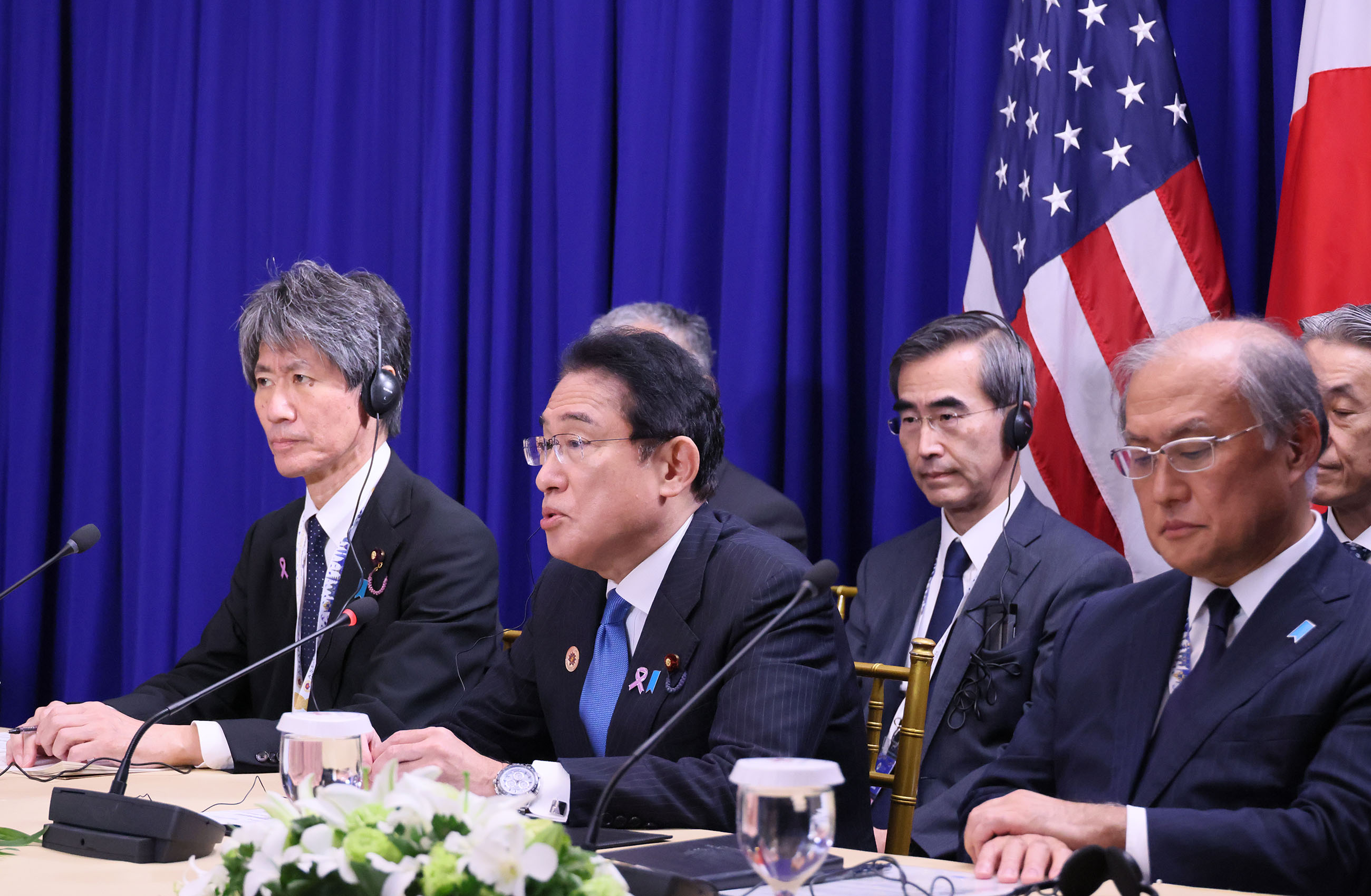
2022年11月、日米韓首脳会合に参加（左端）

- 「他国からの攻撃が予想される場合には先制攻撃もためらうべきではない」との問題提起に対し、2016年のアンケートで「どちらかと言えば反対」と回答[10]。
- 「北朝鮮に対しては対話よりも圧力を優先すべきだ」との問題提起に対し、2016年のアンケートで「どちらとも言えない」と回答[10]。
- 安全保障関連法の成立について、2016年の毎日新聞社のアンケートで、選択肢以外の回答をした[11]。
- 普天間基地の移設問題について、2016年の毎日新聞社のアンケートで「名護市辺野古に移設すべき」と回答[11]。

### ジェンダー
- 選択的夫婦別姓制度の導入について、2016年のアンケートで「反対」と回答[10]。
- 2021年1月30日、磯﨑ら自民党国会議員有志50人は、47都道府県議会議長のうち同党所属の約40人に、選択的夫婦別姓の導入に賛同する意見書を採択しないよう求める文書を郵送した。地方議員や市民団体は、地方議会の独立性を脅かす行為だとして磯﨑らを批判した[12][13][14][15][16]。
- 同性婚を可能とする法改正について、2016年のアンケートで「どちらかと言えば反対」と回答[10]。
- クオータ制の導入について、2016年のアンケートで「どちらかと言えば反対」と回答[10]。

### その他
- 永住外国人への地方参政権付与について、2016年のアンケートで「反対」と回答[10]。
- 首相の靖国神社参拝について、2016年のアンケートで「どちらかと言えば賛成」と回答[10]。
- 「治安を守るためにプライバシーや個人の権利が制約されるのは当然だ」との問題提起に対し、2016年のアンケートで「どちらとも言えない」と回答[10]。
- 「原子力発電所は日本に必要だと思うか」との問いに対し、2016年の毎日新聞社のアンケートで「必要」と回答[11]。
- 2016年の米国大統領選挙について「ドナルド・トランプとヒラリー・クリントンのどちらを支持するか」との問いに対し、2016年の毎日新聞社のアンケートで「どちらとも言えない」と回答[11]。
- 2016年2月8日、高市早苗総務大臣は、放送局が政治的公平性を欠く放送を繰り返した場合、電波法に基づき電波停止を命じる可能性に言及した[17]。安倍晋三首相は2月15日の衆議院予算委員会で野党の批判に反論し、高市の発言を擁護した[18]。政府の姿勢をどう思うかとの問いに対し、2016年の毎日新聞社のアンケートで「問題とは思わない」と回答[11]。
- 戦前に日本軍が慰安婦を強制連行したとする主張に反対しており、米紙「慰安婦」否定意見広告にも賛同した[19]。

## 統一教会との関係
- 2013年2月、旧統一教会（現・世界平和統一家庭連合）の元広報委員長で、世界戦略総合研究所会長の阿部正寿は、エマヌエル阿部有國の筆名で『安倍政権の強みがわかる―日本 [精神] の力』（平成出版）を出版。同月7日、出版記念パーティーが憲政記念館で開かれ[20][21]、磯﨑は同パーティーに、下村博文、義家弘介、上野通子、中川秀直とともに出席した[22][23]。

- 2017年1月22日、旧統一教会香川教区と教団関連組織の「真の家庭運動推進香川協議会（APTF香川）」は、文鮮明らの生誕を祝う「真の父母様御聖誕記念礼拝」を高松市で開催。日本統一教会の徳野英治会長（当時）が出席した同行事に、平井卓也らとともに来賓として参加した[24]。磯崎の秘書は2022年8月12日、毎日新聞の取材に「17年の行事の写真がネットに出回ったため再確認したところ、参加が判明した」と説明した[24]。

- 2021年7月から8月にかけて、旧統一教会の関連団体「天宙平和連合（UPF）」が主催するイベント「ピースロード」が香川県で開催。同年8月7日、同イベントのクロージングセレモニーに、実行委員長を務めた平井卓也、三宅伸吾とともに「世界平和への道」と書かれたタスキをかけて出席した[25][26]。

- 2022年7月から8月にかけて、共同通信社は、全国会議員712人を対象に、旧統一教会との関わりを尋ねるアンケートを実施。8月31日に各議員の回答の全文を公表した。岸田文雄首相は8月8日の自民党臨時役員会で、統一教会をめぐり「政治家の責任で関係をそれぞれ点検し、適正に見直してもらいたい」と述べ、党所属国会議員全員に通達するよう指示[27]しながらも、自身はアンケートに答えることを拒否した[注 1]。磯﨑もアンケートに答えることを拒否した[32][33]。

## 主な所属団体・議員連盟
- 自民党たばこ議員連盟[34]
- みんなで靖国神社に参拝する国会議員の会
- 日本の領土を守るため行動する議員連盟
- ラグビーワールドカップ2019日本大会成功議員連盟
- 日本の前途と歴史教育を考える議員の会
- 日本会議国会議員懇談会
- 親学推進議員連盟
- 神道政治連盟国会議員懇談会
- TPP交渉における国益を守り抜く会
- 小規模企業税制確立議員連盟
- 有用微生物利活用推進議員連盟[35]
- 日本の尊厳と国益を護る会（幹事）[36]

## 支援団体
- 全国たばこ販売政治連盟（2022年参院選組織推薦候補者）[37]

## 選挙歴
| 当落 | 選挙                     | 執行日         | 年齢 | 選挙区       | 政党       | 得票数     | 得票率 | 定数 | 得票順位 /候補者数 | 政党内比例順位 /政党当選者数 |
| ---- | ------------------------ | -------------- | ---- | ------------ | ---------- | ---------- | ------ | ---- | ------------------ | ---------------------------- |
| 当   | 第22回参議院議員通常選挙 | 2010年07月11日 | 52   | 香川県選挙区 | 自由民主党 | 23万6134票 | 51.4%  | 1    | 1/3                | /                            |
| 当   | 第24回参議院議員通常選挙 | 2016年07月10日 | 58   | 香川県選挙区 | 自由民主党 | 25万9854票 | 65.1%  | 1    | 1/4                | /                            |
| 当   | 第26回参議院議員通常選挙 | 2022年07月10日 | 64   | 香川県選挙区 | 自由民主党 | 19万9135票 | 51.50% | 1    | 1/8                | /                            |